# 俟力归
俟力归，又作候力归，南北朝北魏时勿吉族（东北地区民族）人。
魏宣武帝景明四年（503年），奉勿吉首领之命朝觐北魏朝廷，到京师洛阳进贡方物。从这时候开始，到魏孝明帝正光（520一525）年间，勿吉向北魏派出的贡使不断。